# Simulium vershininae
Simulium vershininae är en tvåvingeart som beskrevs av Yankovsky 1979. Simulium vershininae ingår i släktet Simulium och familjen knott. Inga underarter finns listade i Catalogue of Life.